# Marco Weber (Eisschnellläufer)
Marco Weber (* 28. September 1982 in Karl-Marx-Stadt) ist ein deutscher ehemaliger Eisschnellläufer. Heute ist er sportlicher Leiter beim Eisschnelllauf Club Chemnitz und Vorstandsmitglied. 

## Leben
Marco Weber startete bis zur Saison 2008/2009 für den Eisschnelllauf Club Chemnitz, danach wechselte er zum Münchener Eislauf-Verein von 1883. Bis 2002 wurde er von Heiko Walther trainiert, danach von Klaus Ebert und ab 2004 von Jan Coopmans. 2001 trat er bei den Junioren-Mehrkampf-Weltmeisterschaften in Groningen an und wurde Elfter. Ein Jahr später in Ritten verpasste er bei einem Sieg von Beorn Nijenhuis als Vierter nur knapp eine Medaille. Der Langstreckenspezialist wurde bei den Einzelstreckenweltmeisterschaften im März 2005 in Inzell über 10.000 Meter Siebter.
Im Weltcup debütierte Weber im März 2002 in Inzell. Seine besten Ränge im Weltcup waren der 12. Platz beim Weltcupfinale in Calgary 2007 und der 7. Platz über 10.000 Meter in Erfurt im Februar 2007. Im Gesamtweltcup war seine beste Platzierung in der Saison 2006/2007 mit dem 13. Platz.
Im Team wurde er mit Robert Lehmann und Tobias Schneider im November 2006 in Berlin Fünfter. Im Gesamtweltcup im Team belegte er den dritten Platz. Siebenmal wurde er bislang Deutscher Meister, je zweimal Vizemeister und Dritter.
Der Weltcup 2007/08 brachte für die Gesamtwertung über 5000/10.000 Meter den 15. Platz. Nach langer Zeit konnten eine Medaille bei den Einzelstrecken-WM 2008 der Männer errungen werden. Mit Jörg Dallmann und Stefan Heythausen konnte er die Bronzemedaille im Teamlauf sichern. Mit Platz 7 über 5000 Meter und Platz 6 über 10.000 Meter konnte Weber auch bei den Einzelstreckenentscheidungen 2008 ein gutes Ergebnis abliefern.

## Eisschnelllauf-Weltcup-Platzierungen
| Platzierung | 100 m | 500 m | 1000 m | 1500 m | 5000 m | 10.000 m | Team |
| ----------- | ----- | ----- | ------ | ------ | ------ | -------- | ---- |
| 1. Platz    |       |       |        |        |        |          |      |
| 2. Platz    |       |       |        |        |        |          | 1    |
| 3. Platz    |       |       |        |        |        |          |      |
| Top 10      |       |       |        |        | 1      | 4        | 5    |

(Stand: 30. Dezember 2009)